# Šluknov

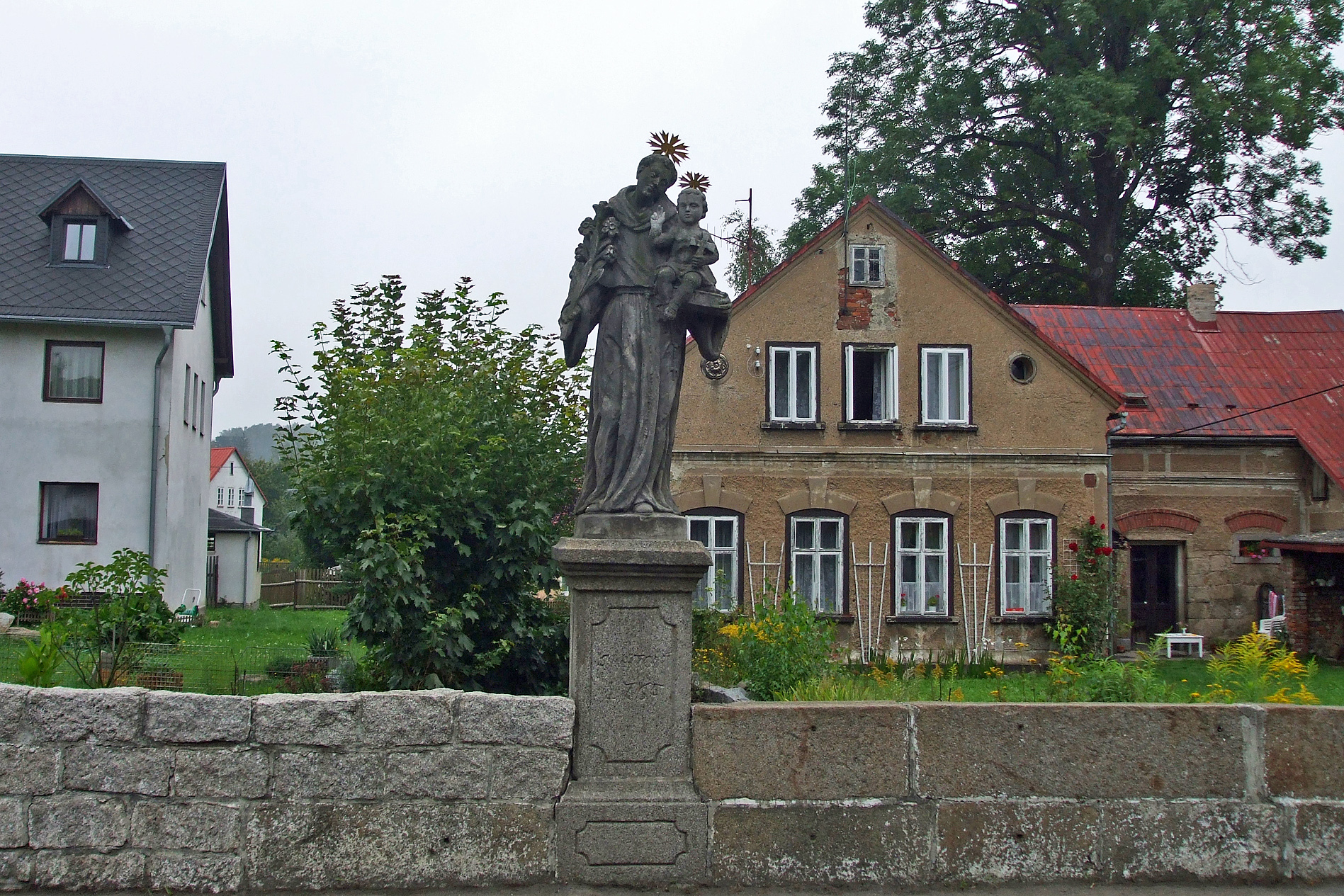

Šluknov (niem. Schluckenau) – miasto w Czechach, w kraju usteckim (od nazwy miasta pochodzi nazwa całego „worka šluknovskiego”), na granicy z Niemcami. Jest to wysunięte najbardziej na północ miasto Czech.
Według danych z 31 grudnia 2016 powierzchnia miasta wynosiła 4 748 ha, a liczba jego mieszkańców 5 611 osób.
Šluknov leży na obszarze Pogórza Łużyckiego.

## Demografia
| Rok             | 1970  | 1980  | 1991  | 2001  | 2003  |
| --------------- | ----- | ----- | ----- | ----- | ----- |
| Liczba ludności | 5 820 | 6 204 | 5 568 | 5 658 | 5 701 |

Źródło: Czeski Urząd Statystyczny